# آق‌تالا (شهرستان قوچقار)
آق‌تالا (به قرقیزی: Ак-Талаа، اق تالاا) یک منطقهٔ مسکونی در قرقیزستان است که در شهرستان قوچقار واقع شده‌است. آق‌تالا ۱٬۰۲۸ نفر جمعیت دارد.